# Xahada
La xahada (àrab: الشهادة, ax-xahāda, ‘testimoniatge’, en context religiós ‘professió de fe’, tot i que també se l'anomena en dual, الشهادتان, ax-xahādatān, derivat de شهد, xahida, ‘testificar’, ‘ésser testimoni’) és una frase que constitueix la professió de fe de l'islam i és el primer dels anomenats «cinc pilars» en què es fonamenta aquesta religió. Els musulmans la diuen cada dia en les seves oracions i és igualment la fórmula que hom ha de recitar per a convertir-se a l'islam.
La frase es compon de dues parts (o de dues frases, d'aquí que també se l'anomeni «les dues xahades»):
- En àrab: لا إله إلا الله محمد رسول الله.
- Transliteració: lā ilāha illā-Llāh, Muḥammadun rasūlu-Llāh.
- Traducció: «No hi ha més déu que Déu[4] i Muhàmmad és l'enviat i missatger de Déu[5].»

Quan es recita, normalment es precedeix cada frase de la fórmula أشهد أن, axhadu an, ‘testifico que’, de forma que, dita, la xahada és: أشهد أن لا إله إلا الله وأشهدة أن محمدا رسول الله, axhadu an lā ilāha illā-Llāh wa-axhadu anna Muḥammadan rasūlu-Llāh, ‘testifico que no hi ha cap divinitat tret de Déu i testifico que Muhàmmad és l'enviat i missatger de Déu’  recitació de la xahada (?·pàg.).
La xahada fa referència a la noció de base de l'islam: la unitat i unicitat de Déu (tawhid). Pel creient, doncs, pronunciar-la constitueix un acte de fe essencial: l'afirmació que només hi ha una sola divinitat implica que tots els actes de la vida li estan sotmesos, i l'afirmació que Muhàmmad és l'últim missatger d'aquesta divinitat implica la importància del Profeta en tant que exemple a seguir. Aquesta fórmula acompanya els musulmans durant tota llur vida, murmurant-se a l'orella dels nounats i ajudant a dir-la als moribunds.
La creença sincera en la xahada és suficient per ser considerat musulmà. La seva pronunciació en veu alta i clara davant de dos testimonis, després d'una ablució, constitueix l'únic ritual necessari per convertir-se a l'islam. Tanmateix, d'acord amb la doctrina islàmica, ella sola no conduirà el creient a la salvació; per a això és necessari complir amb les obligacions dels altres quatre pilars.
Diversos països inclouen la xahada en la seva bandera, com per exemple l'Aràbia Saudita.